# Pont de Saint-Georges
Ne doit pas être confondu avec Pont Saint-Georges (Périgueux).
Le pont de Saint-Georges est un pont routier et piéton sur l'Arve, situé dans le canton de Genève, en Suisse.

## Localisation
Le pont de Saint-Georges est le dixième pont le plus en amont de l'Arve après son entrée dans le canton de Genève. C'est également le dernier pont routier avant la jonction de l'Arve avec le Rhône. Il relie les quartiers de La Praille et de la Queue-d'Arve sur la rive gauche et de La Jonction sur la rive droite, sa culée sur la rive gauche est située à l'embouchure de l'Aire.

## Histoire
La construction du pont de Saint-Georges en 1882 est l'un des éléments clé du développement de la ville sur la rive gauche de l'Arve, dans le quartier des Acacias. À la suite de sa construction, plusieurs entreprises viennent en effet s'établir dans la région, dont la brasserie Tivoli ainsi que l'entreprise chimique Firmenich.
Ce pont fait alors partie du plan général de circulation qui vise à poursuivre la semi-autoroute des Jeunes à travers La Jonction et la rue des Deux-Ponts jusqu'à la gare Cornavin via le pont Sous-Terre. Il tient son nom du plateau du même nom qui surplombe le pont ainsi que le bois de la Bâtie. Dès 2014, le tramway passe sur le pont dans le cadre de l'extension de la ligne entre la gare Cornavin et Confignon (première étape avant de relier Bernex).